# Carl Sandberg (fackföreningsman)
Carl Elof Sandberg, född 29 september 1859 i Börringe socken, död 14 maj 1923 i Stockholm, var en svensk fackföreningsman.
Carl Sandberg var son till garvaren Nils Petter Sandberg. Han kom 1876 i garvarlära i Eslöv och företog som gesäll 1880–1886 vidsträckta vandringar utomlands. I Tyskland kom han att träffa på och anamma de socialistiska idéerna. Efter att ha återvänt till Sverige var han verkmästare på olika platser 1887–1900 och deltog där trots sin ställning som arbetsledare i det fackliga organisationsarbetet. I det 1898 bildade Svenska läderarbetareförbundet valdes han 1900 till förtroendeman. På denna post fick han utkämpa hårda strider för arbetarnas föreningsrätt. Sandberg var den ende förtroendeman som åtalats för brott mot Åkarpslagen, varvid han insattes på länsfängelset i Karlskrona men frikändes av häradsrätten. Sedan ett flertal av de svagare yrkesförbunden, bland annat läder- och kemisk-tekniska 1905 sammanslagits till en organisation (från 1907 kallad De förenade förbunden), var Sandberg till 1915 förtroendeman hos denna och samtidigt redaktör för tidningen Förbundet. Under sina senare levnadsår drev han en mindre läderhandel i Stockholm. Livligt intresserad för alla slags studier förvärvade Sandberg ett i förhållande till hans tillgångar enastående bibliotek, vilket han dock senare tvingades sälja. Han var även en ivrig samlare av gamla yrkesföremål och lade grunden till det 1915 inrättade Garverihistoriska museet i Malmö. Sandberg var även en ansedd journalist och medarbetare i ett flertal tidningar och författade även Det Ehrnbergska garfveriet i Simrishamn (1914) och tillsammans med Sigfrid Hansson Svenska gjutareförbundet 1893-1923 (1924). I den nykterhetspolitiska diskussionen framträdde Sandberg som ivrig förbundsmotståndare. Han var ordförande i tidningsaktiebolaget Appell, som startats 1912 på initiativ av August Palm med syfte att motarbeta förbudsidén. I broschyren Några tankar om nykterhet och rusdrycksförbud (1912) pläderade Sandberg för en medelväg mellan otyglat njutningsbegär och ensidig nykterhetsasketism.